# Nhà Hóa học Không biên giới
Nhà Hóa học Không biên giới, viết tắt là CWB (Chemists Without Borders) là một tổ chức phi chính phủ, phi lợi nhuận quốc tế hoạt động trong lĩnh vực kết nối các nhà hóa học giải quyết các vấn đề nhân đạo bằng việc huy động các nguồn lực và chuyên môn của cộng đồng toàn cầu và mạng lưới của mình.
CWB thành lập năm 2004.

## Mục tiêu
CWB là một tổ chức phi lợi nhuận phục vụ lợi ích công cộng, mục tiêu chính của các nhà Hóa học Không biên giới bao gồm, nhưng không giới hạn:
- Cung cấp thuốc và vắc xin giá cả phải chăng cho những người cần chúng nhất
- Cung cấp nước sạch thông qua công nghệ lọc nước
- Hỗ trợ các công nghệ năng lượng bền vững
- Khuyến khích truy cập vào các bài báo nghiên cứu hóa học học thuật trên toàn thế giới
- Ủng hộ một sự hiểu biết tốt hơn về hóa học thông qua giáo dục.